# نرج أباد
نرج‌ أباد هي قرية في مقاطعة مراغة، إيران. عدد سكان هذه القرية هو 1,626 في سنة 2006.